# Svaté kopí

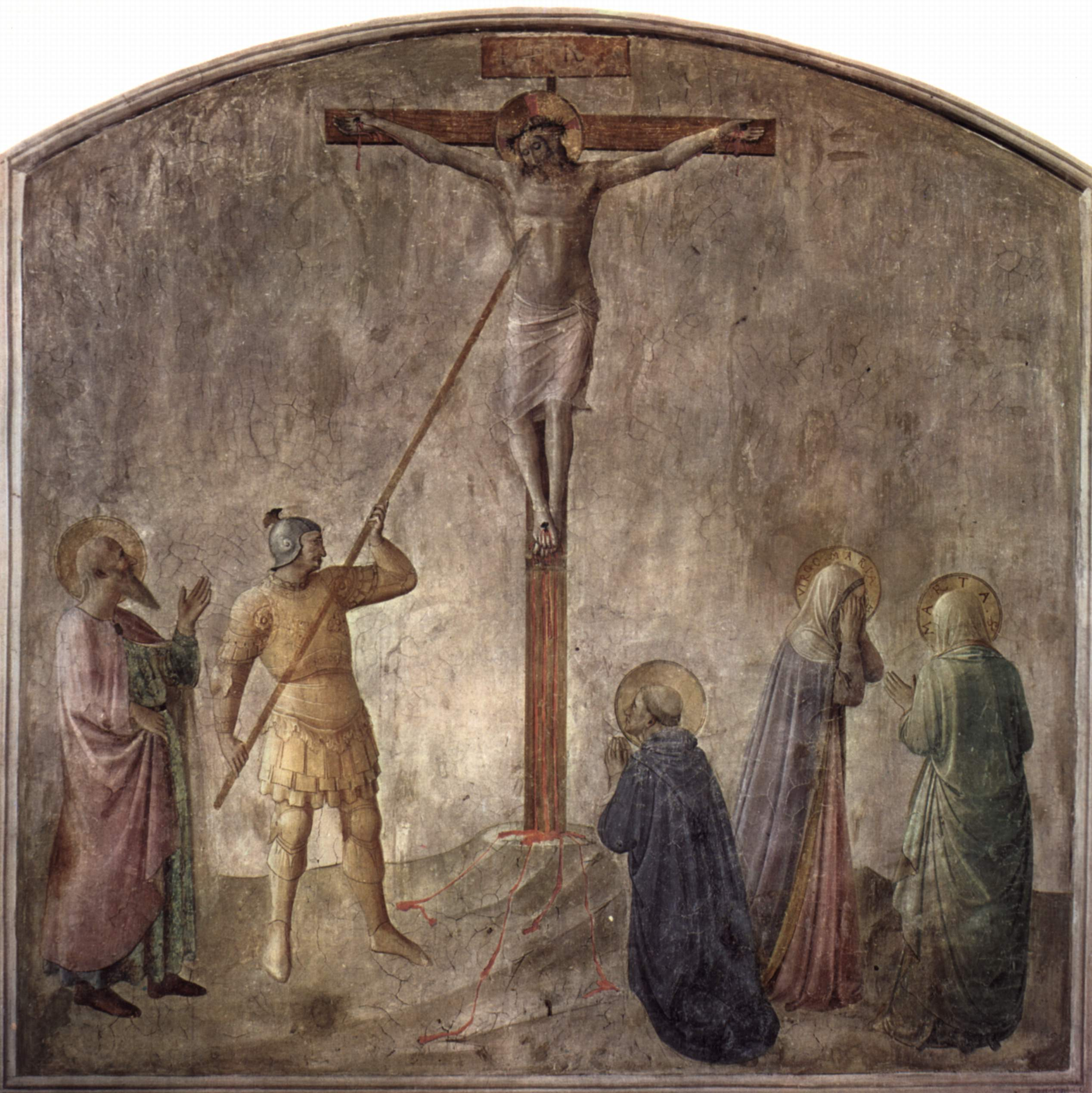
Římský voják probodává Krista na kříži

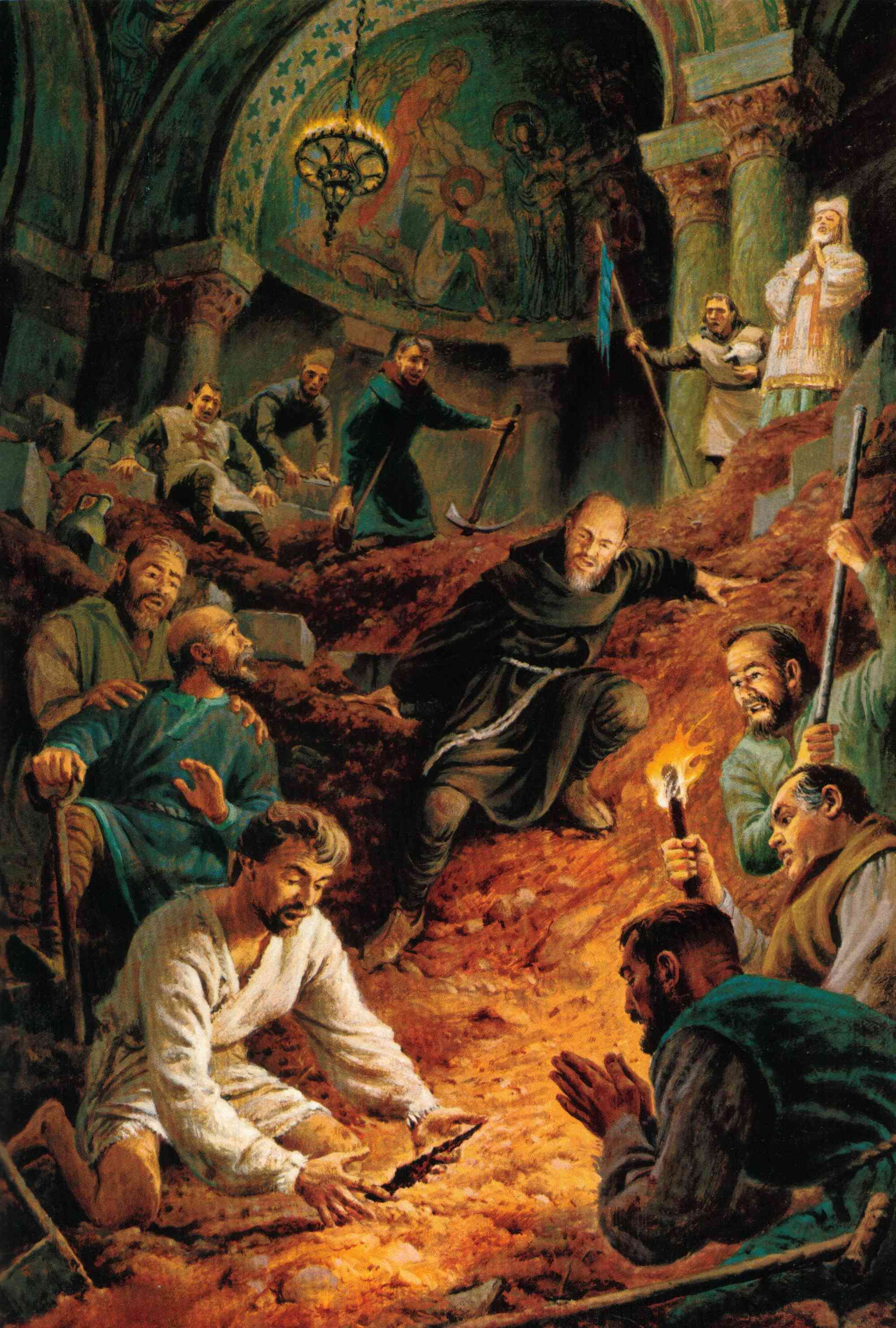
Nález Svatého kopí při první křížové výpravě

Svaté kopí (latinsky Lancea Domini) nebo Longinovo kopí je podle legendy kopí, jímž měl římský voják tradičně nazývaný Longinus probodnout bok ukřižovaného Ježíše Krista. Kopí bývá též označováno jako Kopí osudu. Provází ho řada legend, které líčí jeho bohatý osud. Dnes existuje šest exemplářů údajného svatého kopí.[zdroj?]

## Legendy

### Svaté kopí – původ legendy
Podle křesťanské tradice římský setník Longinus probodl tímto kopím bok Krista visícího na kříži, aby se ujistil, že je odsouzený skutečně po smrti.
Ovšem řecké slovo λόγχη (lóngché) označuje dlouhé kopí používané legionáři. Je tedy možné, že se zde propojily dva údaje.
V jiné legendě, která vznikla na základě apokryfního tzv. Nikodémova evangelia ze 6. století, známého také pod názvem Akta Pilátova, se uvádí toto: setník jménem Gaius Cassius pomalu ztrácel zrak, trpěl oční chorobou. Když probodl Ježíšův bok, stříkla mu do nemocných očí z těla ukřižovaného krev a voda. Jeho oči se rázem uzdravily. Na základě tohoto zázraku setník okamžitě uvěřil v jednoho Boha, přidal se k Ježíšovým stoupencům a po několikaměsíčním studiu se vydal šířit nové náboženství. Protože cestou ničil pohanské modly, byl v Cesareji zatčen. Odmítl zříci se nového náboženství, byl mučen a nakonec sťat. Legenda dále uvádí, že krev popraveného stříkla správci Cesareje do očí, a i jemu se vrátil zrak. Po tomto zázraku se také on obrátil na křesťanskou víru.

### Svaté kopí a Thébská legie
Po smrti Gaia Cassia údajně získal kopí další římský důstojník a tajný křesťan Mořic či Mauritius. Údajně velel legii, kterou tvořili vojáci naverbovaní v Egyptě v oblasti kolem Théb. Proto se této legii říkalo Thébská. Tento Mořic se odmítl účastnit se svou legií bojů u dnešního Ženevského jezera. Měl totiž nařízeno bojovat proti Galům, kteří přijali křesťanskou víru. On sám byl za trest římským císařem Maximiánem v roce 286 u římského města Agauna (dnešní Saint-Maurice ve Švýcarsku) popraven. Jeho legie byla decimována – každý desátý, losem vybraný muž, byl popraven. Celkem 600 vojáků bylo popraveno a jejich těla byla naházena do řeky Rhôny. Ani tak exemplární trest nepřinutil zbylé legionáře odstoupit od křesťanské víry. Byl tedy údajně zlikvidován i zbytek legie. Po tomto masakru se v oblasti řeky Rhôny začalo mluvit o podivných událostech. Z řeky prý vídali lidé vycházet na břeh thébské legionáře, kteří okamžitě poklekali a modlili se. V roce 350 dal biskup Theodor z Octoduru (dnešní Martigny ve Švýcarsku) nad místem popravy vybudovat kostel a v roce 1158 byl zde postaven klášter pro augustiniánský řád. Verze o likvidaci celé legie je některými historiky zpochybňována, nevěří, že nějaký římský císař by nechal popravit celou legii. Stejně jako existují pochyby o likvidaci Thébské legie, je pochybováno i o existenci svatého Mořice. Ovšem o ně archeologické vykopávky z roku 1944 až 1949 zde potvrdily větší počet popravených římských vojáků.

### Svaté kopí a sv. Mauritius
Mezi úmrtím Gaia Cassia někdy v 1. století a setníkem Mauriciem je mezera asi 250 let. Co se s kopím dělo během této doby, o tom není žádných hodnověrných zpráv. Jediné spojení mezi oběma muži je jejich příslušnost k římským legiím. Naopak je z historie známo, že kopí sv. Mořice jako relikvie existovalo souběžně s kopím sv. Longina. V roce 1000 daroval císař Ota III. repliku kopí sv. Mauritia – Mořice polskému knížeti Boleslavu Chrabrému, když se účastnil pohřbu sv. Vojtěcha ve Hnězdně. Tato replika je dodnes uložena v Krakově a mnohými historiky je pokládána za skutečný originál kopí sv. Longina. V roce 1080 v bitvě u Flarchheimu v Durynsku ukořistil toto kopí český kníže a později první český král Vratislav II. a daroval kopí – tentokrát prý originál – vévodovi Rudolfu Švábskému. Další stopa kopí se v historii ztrácí. Ve 14. století v augustiniánském klášteře v rakouském Melku uchovávali údajné svatomořické kopí. Ve skutečnosti to ovšem bylo kopí sv. Václava, o které přišel český král Přemysl Otakar II. v prohrané bitvě na Moravském poli.

### Svaté kopí a římský císař Konstantin
Jestliže Josef z Arimatie, strýc Ježíše, kopí získal a odvezl je do Británie, mohl ho zde získat římský císař Constantius I., který zde potlačoval protiřímské povstání. Po něm ho zdědil jeho syn Konstantin Veliký. Ten byl ještě v Británii legiemi provolán císařem. Aby se jím skutečně stal, musel si své postavení vybojovat v Římě. Konstantin už v té době inklinoval ke křesťanství. Jeho matka Helena byla hluboce věřící, posmrtně svatořečená křesťanka. V Jeruzalémě dala na Golgotě vykopat kříž, na kterém byl údajně Ježíš ukřižován. V rozhodující bitvě 28. října 312 se Konstantin střetl se svým sokem, císařem Maxentiem před branami Říma na Milvijském mostě přes řeku Tiberu. Konstantin prý měl v noci před bitvou sen, ve kterém spatřil zářící kříž, na kterém byl nápis: V tomto znamení zvítězíš. Konstantin poslechl boží příkaz, nechal na svou korouhev a snad i na štíty svých vojáků namalovat kříž a zvítězil. Jiná verze legendy tvrdí, že Konstantin v bitvě před sebou držel Svaté kopí, aby své muže povzbudil. Právě toto kopí sv. Longina mělo způsobit, že se Maxentiovo vojsko obrátilo na útěk a Maxentius sám se v Tibeře utopil. Vděčný Konstantinus v následujícím roce vydal Edikt milánský, který zaručoval křesťanům svobodu vyznání a křesťanství bylo zrovnoprávněno s ostatními náboženstvími. V roce 325 pak svolal do Nikaje (dnes turecký Iznik) první církevní koncil. Dal také postavit baziliku v Betlémě nad jeskyní, kde se údajně Ježíš narodil, druhou nad možným Ježíšovým hrobem, třetí pak nad hrobem svatého apoštola Petra na Vatikánském pahorku v Římě. Pokud jde o Longinovo kopí, to zůstalo i nadále ve vlastnictví římských císařů.

### Svaté kopí a římský císař Theodosius
Theodosius panoval v letech 379 až 395 a s pomocí Longinova kopí porážel pohany. V roce 394 se proti Theodosiovi vzbouřili Římané v západní části říše. Theodosius se se vzbouřenci střetl 6. září 394 v bitvě u řeky Frigidu. Prý tehdy zvedl vysoko nad hlavu Svaté kopí a vykřikl: „Kde je bůh Theodosiův?“ A stal se zázrak. Zvedl se vítr, který uvedl vzbouřence ve zmatek a Theodosius zvítězil. Ovšem rok nato zemřel a po jeho smrti získal kopí jeho někdejší spojenec, král germánských Vizigótů Alarich.

### Svaté kopí a vizigótský král Alarich
Alarich vyplenil Řím v roce 410. Byzantský dějepisec Prokopios z Cesareje napsal ve svých Dějinách: „Plenění ještě neskončilo, když si Alarich oblékl překrásná roucha a usadil se na císařském trůně. Na hlavu si posadil zlatou korunu a do ruky uchopil Svaté kopí, jímž byl probodnut Kristus. Zatímco tam seděl, musely k němu přicházet tisíce Římanů, pokleknout před ním na zem a provolat mu slávu jako dobyvateli a císaři. Po šesti dnech plenění a zábavy Alarich vypochodoval i s armádou z bran Říma a římské poklady si odnesl s sebou.“ Zda mezi poklady bylo i Svaté kopí, není známo. Je ale jisté, že když se Vizigóti pokusili přeplavit na Sicílii, vypukla bouře a většina lodí se potopila. Krátce poté Alarich na jihu Itálie zemřel.

### Svaté kopí a Aetius na Katalaunských polích
Kopí se objevilo o čtvrt století později v majetku římského vojevůdce Aetia. Ten v roce 432 potlačil vzpouru africké armády pod vedením Bonifatia a jeho samotného Aetius zabil oštěpem. Někteří historikové překládají slovo oštěp jako kopí a domnívají se, že Aetius zabil Bonifatia posvátným kopím. Nejdůležitější Aetiovo vítězství se odehrálo 20. září 451, kdy s pomocí Vizigótů zastavil na Katalaunských polích v jižní Francii tažení Hunů. Podle legend se řítil do boje v čele vojska a nad hlavou mával Svatým kopím. Ovšem císař Valentinianus III. podezíral úspěšného vojevůdce ze snahy o jeho sesazení a vlastní rukou ho zabil.

### Svaté kopí a Attila – bič boží
Jak vůdce Hunů Attila, poražený na Katalaunských polích získal Svaté kopí není známo. Přitáhl s kopím k branám Říma, kde mu vyšel vstříc odvážný papež Lev I. Díky své výmluvnosti a za cenu vysokého výkupného zachránil Věčné město před zkázou. Attila se s výkupným spokojil, také vzhledem k tomu, že jeho vojsko bylo vyčerpané a sužované nemocemi. Legenda říká, že než obrátil Attila své vojsko na sever, vyrazil na svém koni tryskem k jedné z římských bran a mrštil jakýsi podlouhlý předmět k nohám římských důstojníků. Poté údajně zvolal: „Vezměte si hoǃ Vracím vám to vaše Svaté kopí – není mi k užitku, protože neznám toho, kdo kopí učinil svatýmǃ“ Shromáždění důstojníci s údivem spatřili Longinovo kopí.

### Svaté kopí a císař Justinián
Justinián byl poslední z císařů, kdo vlastnil Svaté kopí. Panoval v letech 527 až 565. Svaté kopí mu mnoho štěstí nepřineslo. V Africe se znovudobytá území stala kořistí Arabů, z Itálie ho vyhnali germánští Langobardi a i doma v Konstantinopoli čelil vzpouře. Svaté kopí mu prý posloužilo pouze jednou. To když v Aténách rušil Akademii, založenou filosofem Platónem. Byzantský dějepisec Prokopios z Cesareje k tomu poznamenal: „přísahal na Svaté kopí, že je jeho posláním vypořádat se s helénismem i se všemi formami pohanství.“

### Svaté kopí a císař Karel Veliký
Na dlouhý čas se Svaté kopí ztratilo z historie. Objevilo se až ve vlastnictví franského krále Karla Velikého, jenž byl synem Pipina Krátkého z rodu Karlovců. V Římě byl v té době papežem Lev III., duchovní nevalné pověsti. Při procesí roku 799 byl papež napaden a zbit rozzuřeným davem. Podařilo se mu uprchnout ke Karlovi Velikému. Ten vytáhl do Říma, znovu ustanovil Lva III. papežem a ten ho na oplátku korunoval císařem Říše římské a z boží milosti králem Franků a Langobardů. Kronikář Einhard o něm v Annales regni Francorum napsal: „založil dynastii na vlastnictví Svatého kopí a jeho moci ovládat osud.“ Podle tohoto kronikáře bral s sebou Karel kopí sv. Longina na všech svých sedmačtyřicet tažení. „Po celý život měl císař svůj zamilovaný talisman na dosah ruky, a to ať už bděl či spal.“ Letopisec dále uvádí: „Když se Karel Veliký vracel ze svého posledního vítězného tažení a kopí mu náhodně vypadlo z ruky, jeho poddaní v tom oprávněně vytušili předzvěst tragédie a blížící se smrti.“ Při návratu ze Saska oblohou prolétla kometa, Karlův kůň se splašil a svého jezdce shodil. Císař se ještě stihl vrátit do Cách a 28. ledna 814 zemřel.

### Svaté kopí a císař Ota I.
Ota I. údajně dostal kopí sv. Longina jako součást věna Edgity, nevlastní sestry anglického krále Ethelstana, se kterou se oženil roku 929. Pravděpodobnější ale je, že mu kopí předal v 936 mohučský arcibiskup Hildebert při příležitosti jeho korunovace v Cáchách římským králem. Od časů Karla Velikého se Svaté kopí zřejmě stalo nedílnou součástí říšských korunovačních klenotů. Předání v Cáchách má svou logiku. Zde v mariánské bazilice založené Karlem Velikým mohla být tato relikvie uložena. Longinovo kopí mělo prý rozhodnout bitvu z roku 955 s maďarskými nájezdníky na řece Lechu. Proti 30 tisícům Maďarů se postavilo pouhých 8 tisíc křesťanských bojovníků včetně oddílu jednoho tisíce mužů českého knížete Boleslava I. Ota I. třímal v ruce Svaté kopí a za ním vlála korouhev svatého Michala. Maďaři byli poraženi a jejich vůdce Bulcsu zajat a v Řezně oběšen. Sedm let nato byl Ota I. korunován na císaře a papež Jan XII. mu při obřadu poklepal na rameno Svatým kopím. Relikvie pak byla uložena v chrámu sv. Mořice v Magdeburku. Zde je také Ota I. pochován i se svou chotí Edgitou.

### Svaté kopí a Jindřich IV.
Po konfliktu s papežem Řehořem VII. musel Jindřich IV. podstoupit pokání v Canosse, kdy byl donucen se v lednu 1077 v rouše kajícníka a bos pokořit před Řehořem VII. Odplata se Jindřichovi podařila až v roce 1084. S vydatnou pomocí českých bojovníků se zmocnil Říma a dosadil zde nového papeže, který přijal jméno Klement III., a nechal se od něho korunovat na císaře. Při této příležitosti přivezl do Říma i Svaté kopí a nechal do něho vsadit hřeb, kterým byl údajně Kristus přibit ke kříži. Před svou smrtí předal Jindřich IV. Svaté kopí své dceři Anežce.

### Svaté kopí a císař Fridrich I.
Císař Fridrich I. dostal kopí od své babičky Anežky, dceři Jindřicha IV. Pro své rezavé vousy je znám také jako Rudovous či Barbarossa. Fridrich I. nedal na zázračnou zbraň dopustit a vzal ji s sebou i na křížovou výpravu k Jeruzalému. Stačil ještě udělit českému knížeti Vladislavovi II. královský titul a také nový erb – stříbrného lva na červeném poli. Při koupání v řece Salefu v Malé Asii však pravděpodobně dostal infarkt a tak se 10. června 1190 utopil. Legenda praví, že důvodem jeho skonu bylo odloučení císaře od Svatého kopí, neboť to zůstalo na břehu. Jako součást korunovačních říšských klenotů získal Svaté kopí český král a římský císař Karel IV.

### Svaté kopí a císař Karel IV.
Karel IV. je známý svým sběratelstvím ostatků svatých a dalších vzácných relikvií. Karel získal dokonce dva údajné ostatky svatého Longina. Římský setník Gaius Cassius byl pro svou mučednickou smrt církví svatořečen a pro křesťanskou tradici se stal svatým Longinem. V Praze je svatému Longinovi zasvěcena románská kaple na Novém Městě v Praze. Kaple bývala farním kostelem osady Rybníček, popisovaná už v roce 993 n. l. Původně měla být kaple zasvěcena svatému Štěpánovi, ale když Karel IV. zakládal Nové Město, nechal zbudovat nový farní kostel a zasvětil ho svatému Longinovi. Důvodem bylo zřejmě to, že se Karlovi podařilo získat dva údajné ostatky tohoto mučedníka. Jeden z ostatků byl uložen v chrámu sv. Víta na Pražském hradě a druhý na hradě Karlštejn, který byl zbudován právě jako pokladnice ostatků svatých společně s říšskými korunovačními klenoty. Karlštejn se odlišoval od ostatních hradů své doby. Kronikář Beneš Krabice z Weitmile napsal: „Na celém širém světě není hradu ani kaple tak drahocenného provedení.“ 12. března 1350 vydal v Mnichově Ludvík Braniborský Karlovým zástupcům říšské korunovační klenoty, jejichž součástí bylo i Longinovo kopí. Zde korunovační klenoty byly uloženy až do roku 1422, kdy hrad oblehli husité. Karlštejn se jim sice dobýt nepodařilo, ale po této zkušenosti dal syn Karla IV. římský, uherský a český král Zikmund Lucemburský tajně převézt klenoty do Norimberku. Tady byly uloženy až do napoleonských válek.

### Svaté kopí a Habsburkové
Norimberští radní svěřili říšské korunovační klenoty Habsburkům, aby je ochránili před postupujícími vojsky císaře Napoleona. Císař František II. je přijal velmi rád a v roce 1806 je uložil do vídeňské Dvorní klenotnice. Tam se také kopí vrátilo po ukončení druhé světové války, neboť pověrčivý Hitler nechal Svaté kopí odvézt zpět do Norimberka, kde z něj mínil udělat posvátnou relikvii nacistů. Traduje se dokonce, že Hitler nechal svými vojáky hlídat kopí ještě před zabráním Rakouska z obavy před jeho zmizením. Považoval Svaté kopí za talisman, který mu zajistí vládu nad celým světem. Tuto svou poslední cestu kopí pro spojenecké bombardování málem nepřežilo. Američtí vojáci objevili v Norimberku vchod do podzemního úkrytu, kde kromě dalších vzácných uměleckých děl objevili i kopí sv. Longina, které bylo v pořádku vráceno do Vídně a kde je vystaveno dodnes 

### Svaté kopí a křížové výpravy
Svaté kopí sehrálo významnou roli při první křížové výpravě. Po téměř osmiměsíčním boji o Antiochii bylo hlavní křižácké vojsko již značně vysíleno a proti němu stálo v přesile početné vojsko mosulského atabega Kerbogy. Novou sílu vyčerpaným křižákům dodalo zázračné nalezení svatého kopí pod oltářem chrámu sv. Petra. Na nálezu se svými vizemi významně podílel provensálský mnich Petr Bartoloměj. Za opatrovníka vzácné relikvie se prohlásil Raimond z Toulouse. Křižáci pak podnikli překvapivý pěší výpad a v rozhodující bitvě 28. června 1098 u Antiochie zcela zvítězili. V dalším průběhu první křížové výpravy však byla pravost svatého kopí zpochybněna. Aby tyto pochybnosti vyvrátil, Petr Bartoloměj podstoupil ordál ohněm, kdy měl s kopím a vírou v srdci projít ohněm, a pokud by bylo kopí pravé, ochránilo by ho. Petr ohněm skutečně prošel, ale dvanáct dnů poté 20. dubna 1099 následkem popálenin zemřel a jeho smrt v očích křižáků potvrdila, že nalezení svatého kopí byl podvod.
Toto kopí prodal jeruzalémský král Balduin II. kvůli finančním nesnázím roku 1239 Benátkám. Později se dostalo do vlastnictví francouzského krále Ludvíka IX. Svatého, který je uložil v Sainte Chapelle v Paříži. Koncem 18. století bylo za Francouzské revoluce přemístěno do Národního muzea, odkud beze stop zmizelo.[zdroj?]

### „Kopí osudu“ v moderní kultuře
Svaté kopí se stalo námětem knihy Kopí osudu (The Spear of Destiny) z roku 1973, bestselleru britského spisovatele Trevora Ravenscrofta. Autor v ní spojuje mystické nadpřirozené síly posvátné relikvie s nacistickým okultismem. Toto propojení se pak stalo oblíbeným žánrem, například obdobné motivy ve filmové sérii Indiana Jones.

## Kopí v říšském pokladu
Jedno z tzv. Longinových kopí získal do dočasného držení společně s klenoty Svaté říše římské císař Karel IV. Dnes je společně s dalšími předměty z říšského pokladu uloženo v Klenotnici vídeňského hradu. V tomto případě se zřejmě jedná o karolinskou práci z 8. století, o které se poprvé zmiňuje historik Liutprand z Cremony. Zlatý obal byl zhotoven později. Za pravé bylo toto kopí uznáno ve 14. století. Karel IV. je uložil na Karlštejně a roku 1354 zavedl církevní svátek sv. Kopí. Za vlády císaře Zikmunda Lucemburského byl říšský poklad převezen do Norimberka a koncem 18. století do Vídně, kde se stal po zrušení Svaté říše římské soukromým majetkem Habsburků.
Dnes už to není celé kopí, jde pouze o železnou čepel v délce asi 50 cm a šířce asi 8 cm. V minulosti se čepel zlomila a obě její části byly spojeny stříbrnými drátky. Spoj byl zakryt zlatým plechem. Navíc byl do čepele vsazen železný hřeb, kterým byl údajně Ježíš přibit na kříž.

## Pravost kopí
V roce 2003 bylo kopí[který?] zkoumáno pomocí nejmodernějších metod. Bylo zjištěno, že kopí bylo vyrobeno někdy v 8. století, zlatá pochva spojující čepel dokonce ve 14. století. Stáří odpovídá pouze údajný hřeb z ukřižování. Tvarem i délkou skutečně odpovídá hřebům, které Římané v 1. století používali k popravě ukřižováním. Zdá se tedy, že kopí je záměrně vyrobenou relikvií a nikdy nesloužilo svému účelu. Je ovšem pravděpodobné, že se jedná o kopí, které při slavnostních příležitostech používal Karel Veliký.
Výše zmíněné kopí nalezené v Antiochii pod podlahou jeskynního kostela údajně získali templáři. Podle jiné verze je uloženo v jednom z arménských klášterů. Má být dodnes uloženo v Ečmiadzinu, původní starobylé metropoli Arménie, asi 50 km od Jerevanu. Problém je v tom, že arménští církevní představitelé nepovolují odborné prozkoumání relikvie.  Z vědeckého hlediska je to totéž, jako by ani relikvie neexistovala.

## Galerie

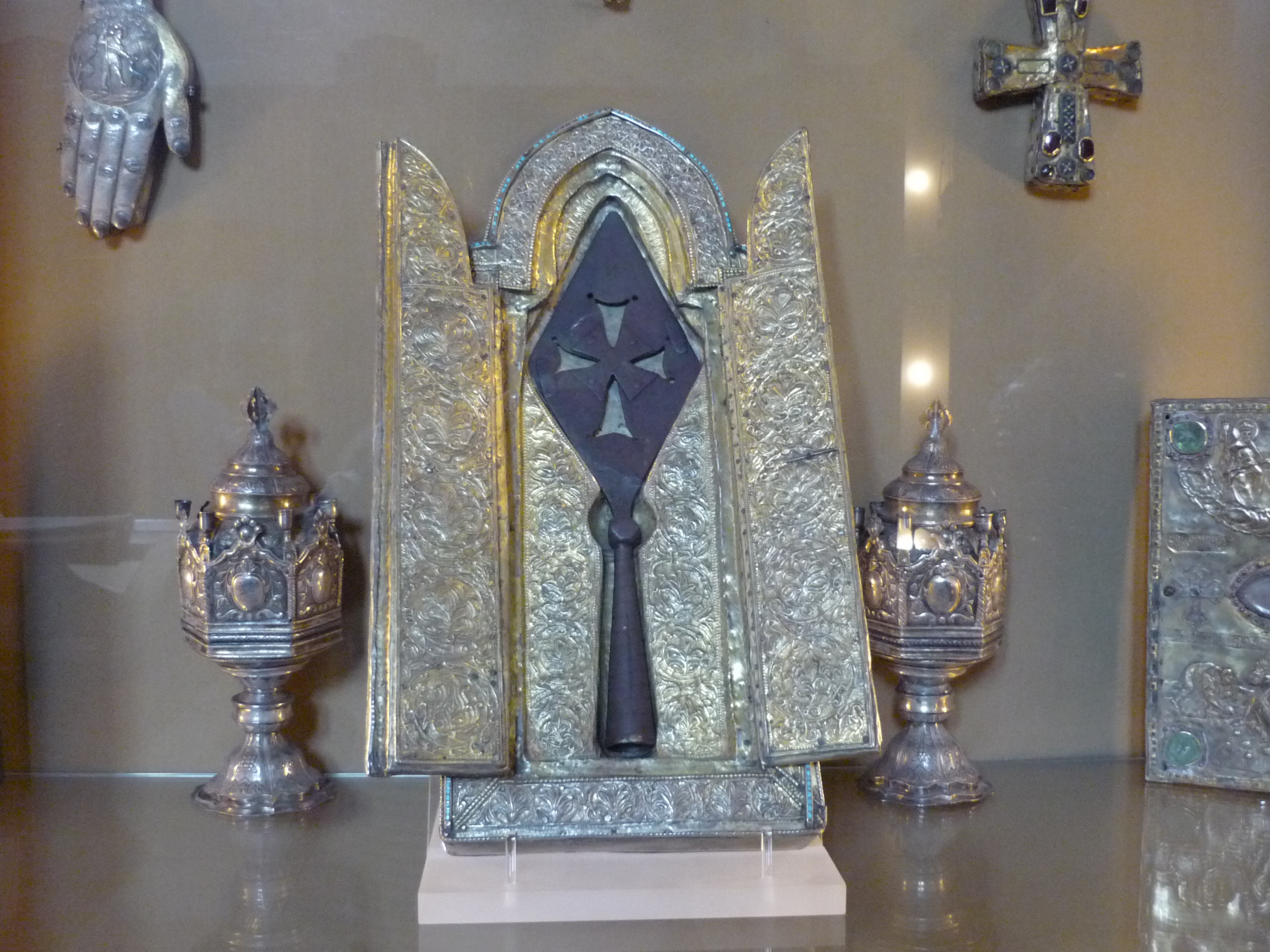
Svaté kopí v Ečmiadzinu
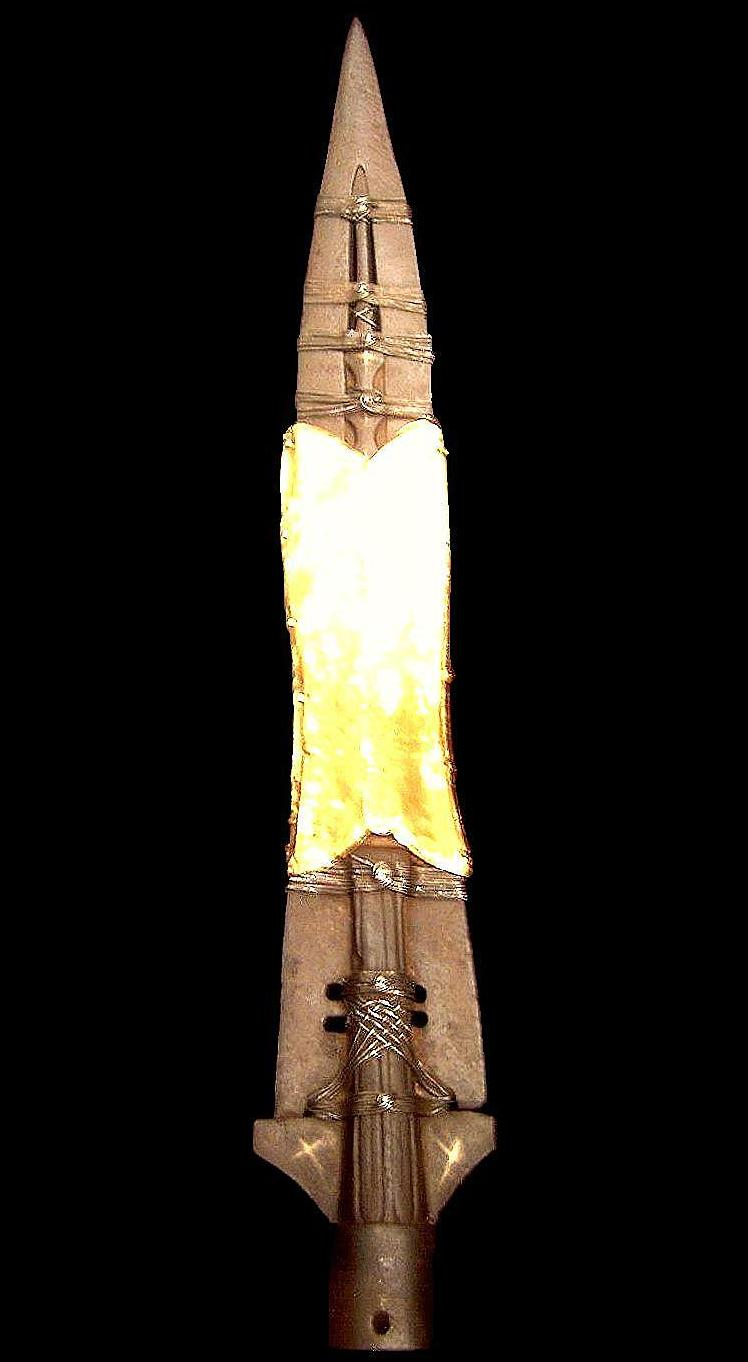
Svaté kopí uchovávané v klenotnici paláce rakouských císařů ve vídeňském Hofburgu